# 安克拉山
安克拉山（英語：Mount Ancla）是南極洲的山峰，位於帕默群島的昂韋爾島，處於蘭卡斯特角以北3.7公里，海拔高度815米，在1950年被繪入阿根廷政府地圖，現時由南極條約體系管理。